# Akkermansia muciniphila
Akkermansia muciniphila ist eine Bakterienart. Sie kommt im Darm vom Menschen vor und ist in der Verwendung als Probiotikum von Interesse. Das Bakterium scheint eine wichtige Rolle im menschlichen Darmmikrobiom zu spielen, insbesondere beim Abbau von Mucine (im deutschen auch als Muzine bezeichnet) der Darmschleimhaut. Der Abbau vom Schleim wird zwar mit einer potenziellen krankheitserregenden Wirkung (pathogen) in Verbindung gebracht, doch ist zu bedenken, dass dieses Glykoprotein im Dickdarm sehr häufig vorkommt und etwa die Hälfte des im menschlichen Dickdarm vorkommenden Kohlenstoffs ausmachen kann. Daher können Mikroben, die dieses komplexe Glykoprotein abbauen auch als Symbionten mit dem Wirt leben. Dies vor allem in der Schleimhautschicht, die die Darmzellen schützt. Akkermansia muciniphila zerlegt Darmschleim in nützliche kurzkettige Fettsäuren wie Propion- und Essigsäure, die für die Darmgesundheit wichtig sind.
Bei Untersuchungen bei Mäusen wurden u. a. positive Wirkungen bei Adipositas, Depressionen und Bluthochdruck festgestellt.

## Merkmale
Akkermansia muciniphila ist nicht beweglich, Geißeln sind nicht vorhanden. Die Zellen sind oval geformt, sie treten einzeln, paarweise und selten in Ketten auf. Die Größe liegt bei 0,6 µm × 0,7 µm. Die Gram-Färbung verläuft negativ. Das Bakterium bildet subzellulare Organellen, sogenannte Mucinosomen, die der Speicherung der von der Darmschleimhaut gebildeten Mucine dienen. Die Mucine sind Glykoproteine, die von den Schleimhäuten im Darm abgegeben werden und dem Schutz dienen.

## Stoffwechsel und Wachstum
Akkermansia muciniphila toleriert keinen Sauerstoff, die Art ist streng anaerob. Sie chemoorganotroph, d. h. sie benötigt organische Stoffe zur Ernährung. Der Stoffwechselweg ist die Gärung. Sie nutzt Mucine (Muzin) als Nahrung und bildet hieraus Acetat, Propionat und Ethanol als wichtigste Endprodukte. 
Das einzige bis 2015 bekannte, genutztes Medium von Akkermansia muciniphila ohne Mucine enthält Pepton, Hefeextrakt, Trypton, Casiton, N-Acetylglucosamin, N-Acetylgalactosamin und Glucose. Die Zellen wachsen optimal bei 37 °C und pH 6,5.

## Systematik
Die Gattung Akkermansia zählt zu dem Phylum Verrucomicrobiota und hier zu der Verrucomicrobiales innerhalb der Klasse Verrucomicrobiia.  Anfang Oktober 2024 zählten zum Phylum Verrucomicrobiota drei Klassen:
- Opitutia Choo et al. 2007
- Terrimicrobiia García-López et al. 2020
- Verrucomicrobiia Hedlund et al. 1998

Akkermansia wird zu der Familie Akkermansiaceae gestellt, neben Akkermansia zählt hierzu noch der Candidatus Mariakkermansia. Die Art Akkermansia muciniphila wurde 2004 beschrieben und ist die zuerst beschriebene Art der Gattung (Typusart). Die Familie Akkermansiaceae wurde von Brian P. Hedlund und Muriel Derrien im Jahr 2012 eingeführt. Zuvor zählte die Gattung zu den Verrucomicrobiaceae.
In der Gattung Akkermansia sind mehrere Arten vorhanden, wovon einige noch nicht vollständig beschrieben werden konnten (mit Candidatus gekennzeichnet bzw. in Ausrufungszeichen geschrieben):
- Akkermansia biwaensis Kobayashi et al. 2023
- Akkermansia glycaniphila Ouwerkerk et al. 2016
- Candidatus Akkermansia intestinavium Gilroy et al. 2021
- ''Candidatus'' Akkermansia intestinigallinarum Gilroy et al. 2021
- "Akkermansia massiliensis" Ndongo et al. 2022
- Akkermansia muciniphila Derrien et al. 2004
- ''Candidatus'' Akkermansia timonensis Ndongo et al. 2022

## Etymologie
Der Gattungsname Akkermansia wurde zu Ehren Antoon Akkermans, einem für seine wichtigen Beiträge zur mikrobiellen Ökologie bekannten niederländischen Mikrobiologen gegeben. Der Artname A. muciniphila deutet auf die Fähigkeit, Muzin zu verwerten, hin.

## Ökologie
Akkermansia muciniphila wurde ursprünglich aus einer Fäkalprobe eines gesunden Freiwilligen isoliert. Akkermansia wurde nie in Umweltproben wie Wasser, Boden oder anaeroben Fermentern nachgewiesen, aus denen die meisten Verrucomicrobia-Mitglieder isoliert sind. Verschiedene Studien von 16S rRNA zeigten, das Akkermansia muciniphilaetwa 1 % der gesamten Zellen in Fäkalproben ausmacht.

## Nutzung
Akkermansia muciniphila kann Muzin (auch Mucine geschrieben) als einzige Kohlenstoff- und Stickstoffquelle nutzen. Es ist ein wichtiges muzinabbauendes Bakterium im menschlichen Darm und trägt zur Aufrechterhaltung der Darmschleimschicht bei.
Sein Muzinabbau fördert das Wachstum nützlicher Mikroben und verbessert die Barrierefunktion des Darms, was für die Vorbeugung von Stoffwechselstörungen wichtig sein könnte. Sie trägt somit zur Darmgesundheit und Entzündungsregulierung bei. Bei einem gesunden Menschen ist A. muciniphila in hohen Mengen (etwa 3 %) im erwachsenen Dickdarm vorhanden, was sie zu einer der am häufigsten vorkommenden Darmspezies macht. Darüber hinaus ist A. muciniphila in allen Altersgruppen zu finden. In Fäkalproben von Erwachsenen, die an einer Reihe von Krankheiten, wie z. B. Fettleibigkeit und Diabetes, ist A muciniphila kaum vorhanden.
Da das Bakterium die Produktion von Mucine im Darm fördert, kann es den altersbedingten Mucinverlust abmildern und somit die Darmbarriere fördern. So zeigte sich in Tiermodellen eine Verbesserung des Immun- und Gesundheitszustands und eine höhere Lebenserwartung. Eine weitere Studie zeigte, dass Akkermansia muciniphila Depressionen durch Regulierung der Darmflora in einem Mausmodell lindert. Es scheint auch gegen Adipositas, unbehandeltem Typ-2-Diabetes mellitus und Bluthochdruck zu wirken. Andererseits wurde eine  Zunahme von Akkermansia und Methanobrevibacter bei Patienten mit Multipler Sklerose (MS) beobachtet. Im Gegensatz hierzu war eine Abnahme der Bakteriengattung Butyricimonas bei diesen Patienten festzustellen. Allerdings wurden bei weiteren Untersuchungen auch gegenteilige Beobachtungen gemacht, so wurde festgestellt, dass eine Zunahme von Akkermansia bei geringeren Symptomen auftrat, was auf eine eher positive Wirkung gegen MS hinweist. Des Weiteren wurde bei Kindern, die mit Autismus lebten, erhöhte Mengen von Akkermansia muciniphila festgestellt. Bei anderen Untersuchungen konnte dies allerdings nicht bestätigt werden.
Im Jahr 2024 wurde entdeckt, dass Enzyme von Akkermansia muciniphila Antigene der Blutgruppe AB so modifizieren können, dass Blut der Gruppe 0 entsteht.